# モロカイキバシリ
モロカイキバシリ(Paroreomyza flammea)は、アトリ科に属する鳥類の一種。絶滅種。ハワイミツスイの一種で、ハワイ諸島のモロカイ島に生息していた。

## 形態と生態
島の藪の中に生息していた。
主に小型の昆虫を食べていた。成鳥は、雌の下腹部は黄色、背面は褐色。雄の下腹部は桃色、背中は赤褐色。若鳥は雌雄ともに腹面は白く、雌の背面は褐色、雄の背面は鮮やかな青色である。

## 絶滅の経緯
20世紀中頃までは普通に見られたという。絶滅の原因はモロカイ島の森林を街に変えたことや、蚊による伝染病(鳥マラリアや、鳥ポックス、鶏痘)が流行ったこと、ヨーロッパ人が持ち込んだ牛による植生の捕食や猫、ネズミがこの種を食べつくした。1963年に最後の報告が記録された。